# Агава королеви Вікторії
Агава королеви Вікторії (Agave victoriae-reginae, T.Moore) — сукулентна рослина роду агава (Agave) підродини агавових (Agavoideae).

## Етимологія
Агава названа на честь англійської королеви Вікторії.

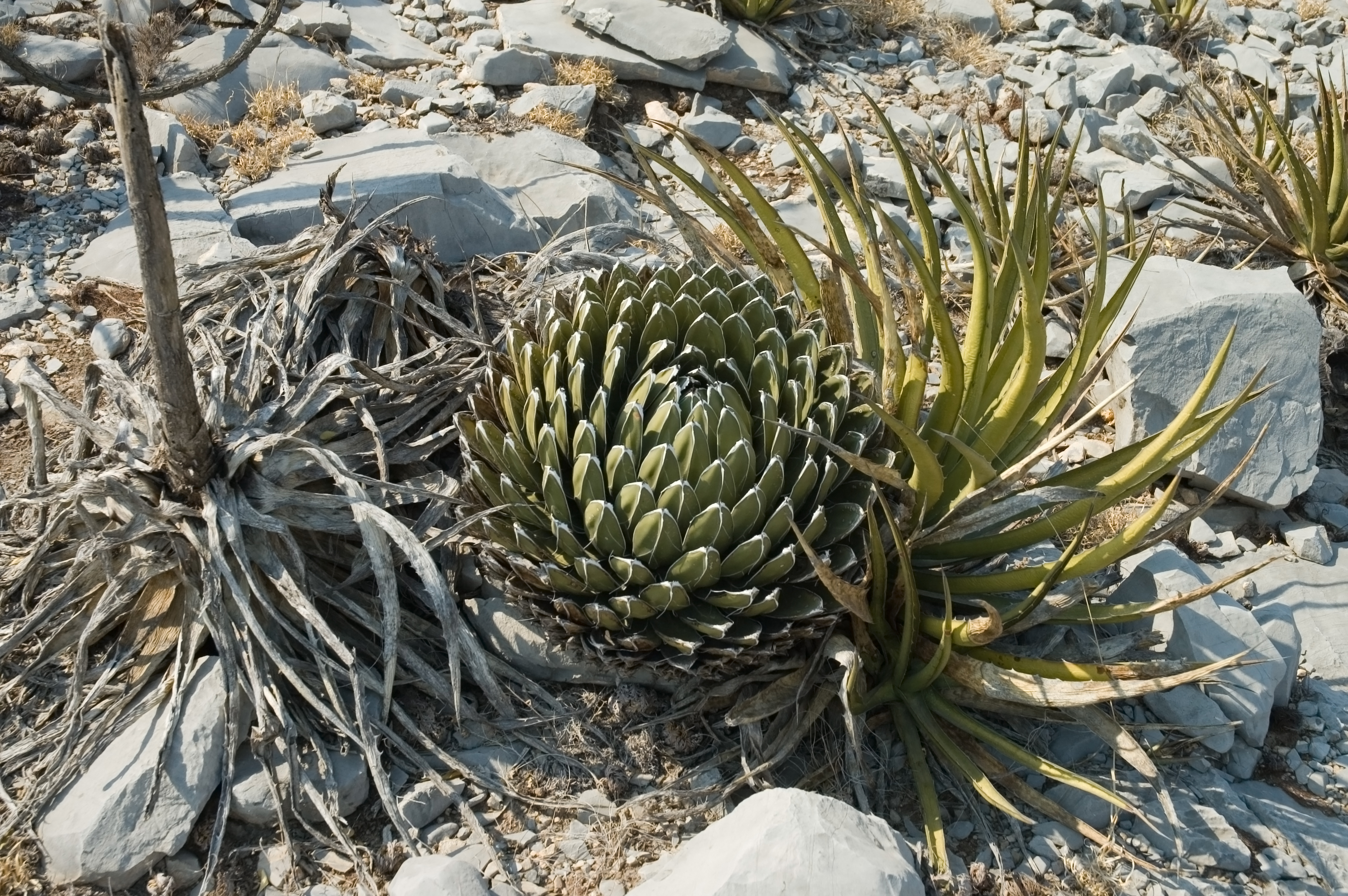
Агава королеви Вікторії у Національному парку Камбрс де Монтеррей, Нуево-Леон, Мексика

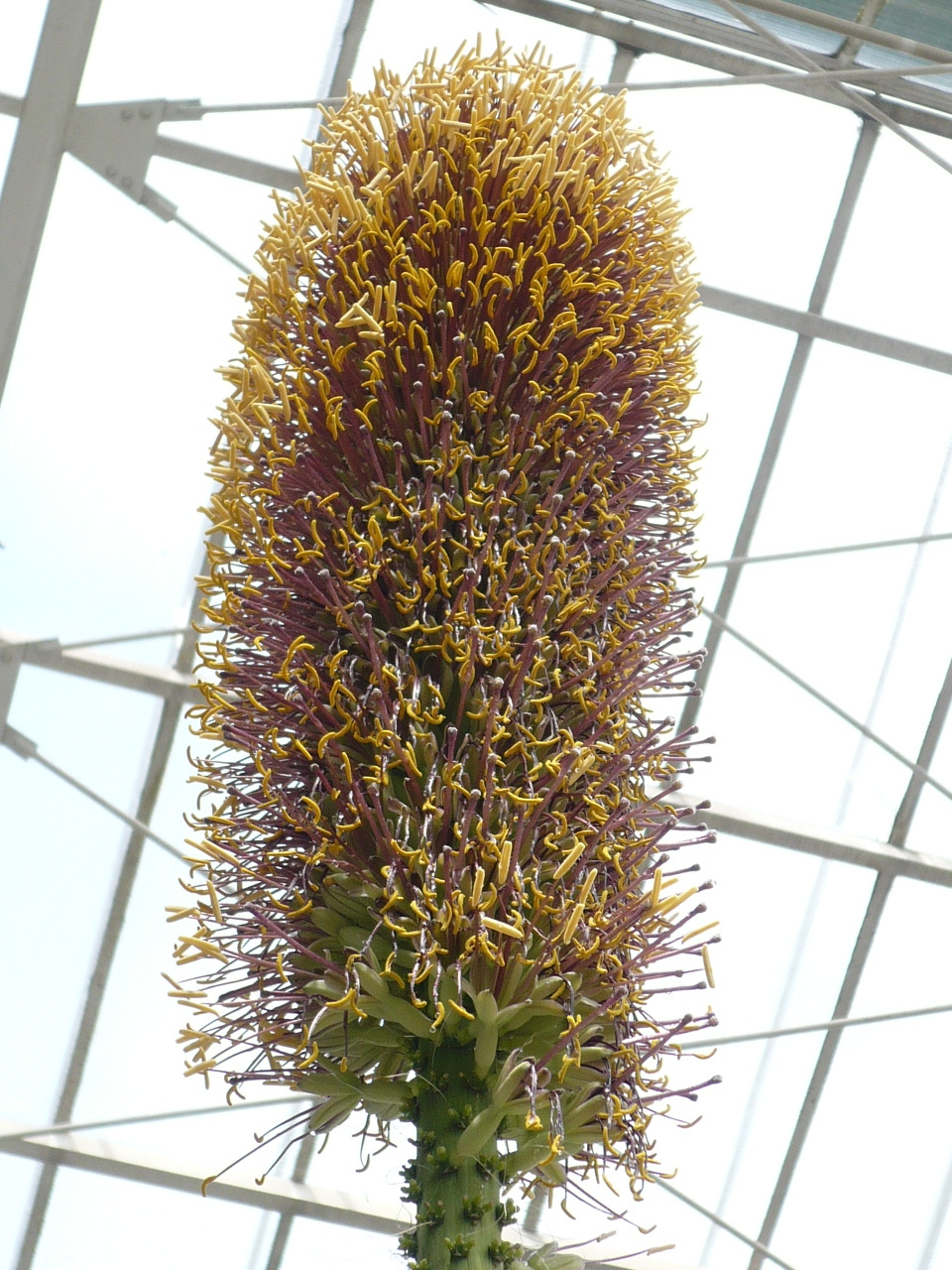
Суцвіття Agave victoriae-reginae

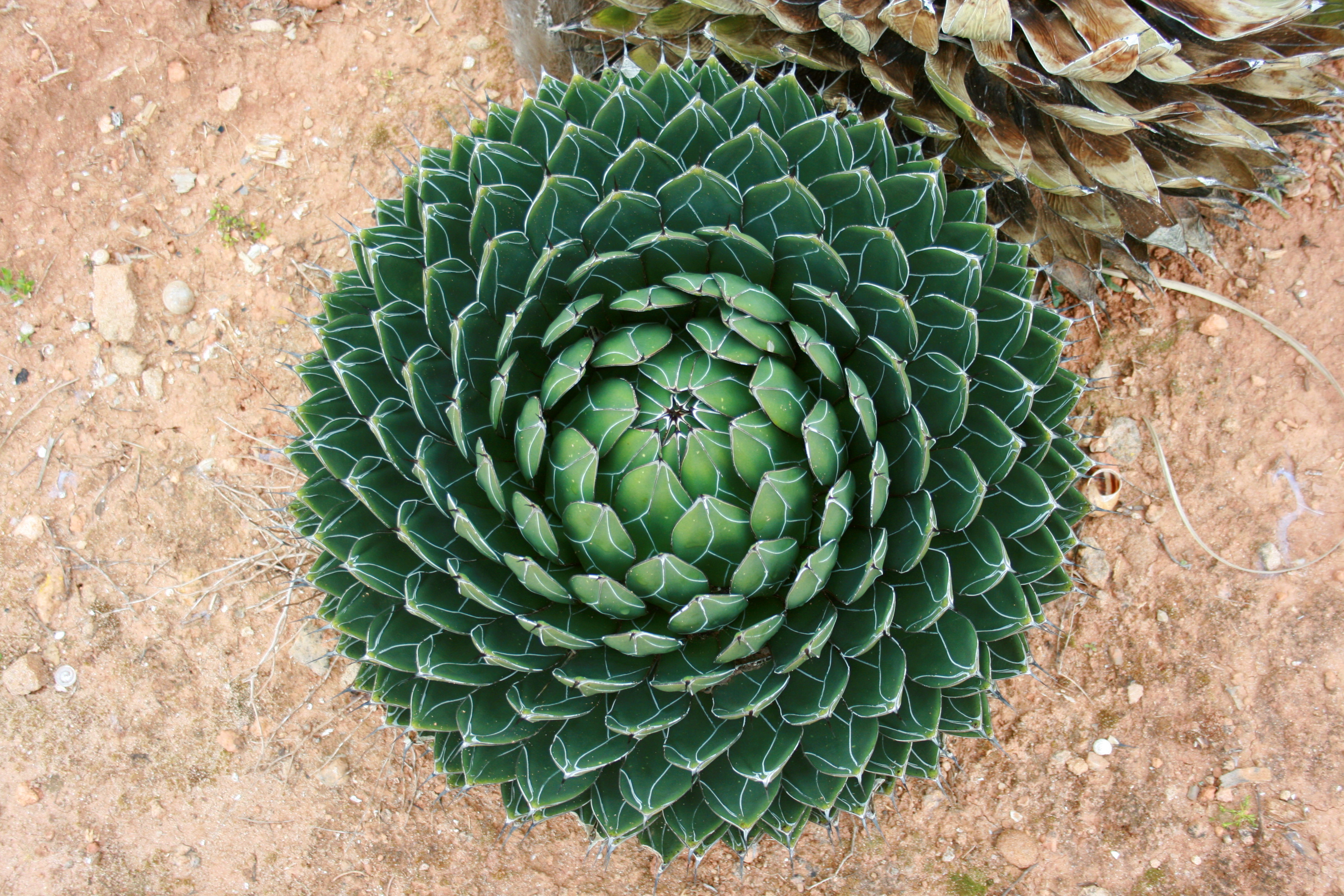
Агава королеви Вікторії у Ботанічному саду міста Сес-Салінес, Мальорка, Іспанія

## Внутрішньовидові таксони
- Agave victoriae-reginae subsp. swobodae Halda
- Agave victoriae-reginae subsp. victoriae-reginae

## Синоніми
- Agave ferdinandi-regis A.Berger
- Agave consideranti Carrière
- Agave nickelsii Gosselin

## Морфологічні ознаки
Кущевидна рослина з сильно укороченим стеблом або зовсім без нього та прикореневою розеткою 50-70 см в діаметрі, утвореною багатьма темно-зеленими черепичасто розташованими листками, окреслених білою смугою. Рослини зазвичай одиночні, іноді утворюють декілька бічних пагонів. Листова пластина завдовжки 15-20 см та завширшки 4-6 см з увігнутою верхньою стороною та опуклою нижньою; краї гладкі, білі, кінчик листя округлий з конічним шипом завдовжки 2 мм, поруч з яким можуть бути 2 маленькі бокові колючки. У дорослих рослин з розетки листя виростає пряме суцвіття заввишки 3-5 м численними квітками завдовжки 4-5 см, жовтих з відтінками червоного або пурпурового кольору. Дуже мінливий вид, для якого описані різні варитети і гібриди.

## Місце зростания
Ареал розташований в гірських посушливих районах на півночі Мексики (штати Коауїла, Нуево-Леон).

## Догляд
Дуже популярний вид в кімнатній культурі.
Росте повільно, але його досить легко вирощувати в культурі. Потребує яскраво освітленого місця і піщаного ґрунту з хорошим дренажем. У період вегетації — рясний полив, узимку — сухе утримання.

## Розмноження
Розмножується насінням або прикореневими пагонами навесні або влітку.

## Охоронний статус
Агава королеви Вікторії внесена до Додатку ІІ Конвенції про міжнародну торгівлю дикими видами фауни і флори, що перебувають під загрозою зникнення (CITES).